# Cis paritii
Cis paritii är en skalbaggsart som beskrevs av Perkins 1933. Cis paritii ingår i släktet Cis och familjen trädsvampborrare. Inga underarter finns listade i Catalogue of Life.